# Зогорський канал
Зогорський канал (словац. Zohorský kanál) — меліоративний канал; притока Малини, протікає в окрузі Малацки.
Довжина приблизно 31.3 км. Витік знаходиться в масиві Загорська низовина (геоморфологічна підодиниця Борська низовина) — одне із відгалужень Морави. Впадає Старий канал.
Протікає територією сіл Ґаяри; Висока-при-Мораві; Лаб; Мале Леваре; Зогор; Якубов; Сухоград; Плавецки Штврток і міста Ступава.